# Roni Medeiros de Moura
Roni Medeiros de Moura (San Paolo, 15 aprile 1999) è un calciatore brasiliano, centrocampista del Mirassol.

## Caratteristiche tecniche
È un centrocampista centrale.

## Carriera
Cresciuto nel settore giovanile del Corinthians, dove è arrivato nel 2004 all'età di 5 anni, ha percorso tutta la trafila delle giovanili del club paulista facendo parte della squadra vincitrice della Copinha nel 2017.
Nel 2020 è stato promosso in prima squadra ed il 17 settembre ha debuttato nel Brasileirão giocando da titolare l'incontro vinto 3-2 contro il Bahia, match dove ha trovato anche la prima rete in carriera.

## Statistiche
Statistiche aggiornate al 12 ottobre 2020.

### Presenze e reti nei club
| Stagione        | Squadra         | Campionato      | Campionato | Campionato | Coppe nazionali | Coppe nazionali | Coppe nazionali | Coppe continentali | Coppe continentali | Coppe continentali | Altre coppe | Altre coppe | Altre coppe | Totale | Totale | Totale |
| Stagione        | Squadra         | Comp            | Pres       | Reti       | Comp            | Pres            | Reti            | Comp               | Pres               | Reti               | Comp        | Pres        | Reti        | Pres   | Reti   |        |
| --------------- | --------------- | --------------- | ---------- | ---------- | --------------- | --------------- | --------------- | ------------------ | ------------------ | ------------------ | ----------- | ----------- | ----------- | ------ | ------ | ------ |
| 2020            | Corinthians     | A1/SP+A         | 0+5        | 1          | CB              | 0               | 0               |                    | -                  | -                  |             | -           | -           | 5      | 1      |        |
| Totale carriera | Totale carriera | Totale carriera | 5          | 1          |                 | 0               | 0               |                    | -                  | -                  |             | -           | -           | 5      | 1      |        |